# Våtrumstapet
Våtrumstapet är en tapet speciellt avsedd för våta utrymmen som till exempel toalett, badrum, dusch och tvättstuga och skyddar den bakomvarande huskonstruktionen från fukt i dessa utrymmen. Tapeten är ett alternativ till kakel.